# Số chỉ thị mỗi giây
Trong kỹ thuật điện toán số chỉ thị một giây hay số chỉ thị trong 1 giây, viết tắt là IPS (tiếng Anh: Instructions per second) là thước đo tốc độ xử lý của máy tính, tính bằng số chỉ thị mã máy thực thi trong 1 giây.
Trong nhiều trường hợp các giá trị IPS biểu hiện là tốc độ "đỉnh" đối với các chỉ thị ở mức mã máy, với vài lệnh rẽ nhánh. Trong thực tế khi khối lượng công việc thực thi thường dẫn đến các giá trị IPS thấp hơn đáng kể. Phân cấp bộ nhớ cũng ảnh hưởng lớn đến hiệu suất của bộ vi xử lý, một vấn đề hầu như không tính đến trong tính toán IPS. Do những vấn đề này, các tiêu chuẩn tổng hợp như Dhrystone hiện nay thường được sử dụng để ước lượng hiệu năng máy tính trong các ứng dụng thông thường, và IPS thô đã rơi vào tình trạng không sử dụng.
Thuật ngữ thường được sử dụng với giá trị số tính ra IPS/KIPS (thousand/kilo instructions per second), MIPS (million instructions per second), và GIPS (billion instructions per second).

## Giá trị định lượng
Theo các nhà khoa học điện toán thì IPS của một hệ điện toán tự lập có thể xác định theo công thức sau:
{\displaystyle {\text{IPS}}={\text{sockets}}\times {\frac {\text{cores}}{\text{socket}}}\times {\text{clock}}\times {\frac {\text{IPs}}{\text{cycle}}}}
trong đó:
- {\displaystyle {\text{IPs/cycle}}} là số chỉ thị của mỗi nhân (core) thực hiện trong 1 chu kỳ nhịp, hay gọi gọn là số chỉ thị mỗi nhịp, viết tắt là IPC (Instructions per cycle).
- {\displaystyle {\text{clock}}} là tần số nhịp
- {\displaystyle {\text{cores/socket}}} là số nhân trong mỗi chip (socket)
- {\displaystyle {\text{sockets}}} là số chip sử dụng.

Vì rằng các chỉ thị có độ dài thực thi khác nhau, tức IPC khác nhau, nên IPS sẽ khác nhau khi hệ máy tính thực thi nhiệm vụ khác nhau.
| CPU                    | MIPS    | Tần số nhịp | Năm  |
| ---------------------- | ------- | ----------- | ---- |
| Intel 8080             | 0,4     | 2 MHz       | 1974 |
| Z80                    | 0,625   | 2,5 MHz     | 1974 |
| Motorola 68000         | 1       | 8 MHz       | 1979 |
| Motorola 68020         | 4       | 20 MHz      | 1984 |
| ARM2                   | 4       | 8 MHz       | 1986 |
| Motorola 68030         | 11      | 33 MHz      | 1987 |
| ARM3                   | 12      | 25 MHz      | 1989 |
| Motorola 68040         | 44      | 40 MHz      | 1990 |
| Intel 486DX            | 54      | 66 MHz      | 1992 |
| DEC Alpha 21064 EV4    | 300     | 150 MHz     | 1992 |
| Motorola 68060         | 88      | 66 MHz      | 1994 |
| ARM 7500FE             | 35,9    | 40 MHz      | 1996 |
| Atmel AVR              | 10      | 10 MHz      | 1996 |
| PowerPC G3             | 671     | 366 MHz     | 1997 |
| Zilog eZ80             | 80      | 50 MHz      | 1998 |
| ARM10                  | 400     | 300 MHz     | 1999 |
| Pentium 3              | 1.354   | 500 MHz     | 1999 |
| Athlon FX-57           | 8.400   | 2,8 GHz     | 2005 |
| Athlon FX60            | 18.938  | 2,6 GHz     | 2006 |
| Xeon Harpertown        | 93.608  | 3 GHz       | 2007 |
| ARM Cortex-A15         | 35.000  | 2,5 GHz     | 2010 |
| AMD Phenom II X6 1100T | 78.440  | 3,3 GHz     | 2010 |
| AMD FX-8150            | 108.890 | 3,6 GHz     | 2011 |
| Intel Core i7 2600K    | 128.300 | 3,4 GHz     | 2011 |
| Intel Core i7 5960X    | 336.000 | 3,5 GHz     | 2014 |